# Station Sutherland
Station Sutherland is een station aan de Eastern Suburbs & Illawarra Line, onderdeel van het regionale treinnetwerk van Sydney, de CityRail. Het station ligt in Sutherland, een voorstad op ongeveer 26 km ten zuiden van de Australische stad Sydney.